# Vincent Scully
Vincent Joseph Scully, Jr. (New Haven, Connecticut; 21 de agosto de 1920-Lynchburg, Virginia; 30 de noviembre de 2017) fue un historiador de arquitectura estadounidense. 
Fue profesor emérito de historia de la arquitectura en la Universidad de Yale y autor de varios libros sobre la materia. El arquitecto Philip Johnson lo ha descrito como «el más influyente profesor de arquitectura de todos los tiempos». Sus disertaciones en Yale, que solían atraer visitantes ocasionales, llenaban salones enteros y suscitaban ovaciones. Falleció a los 97 años luego de padecer Parkinson.

## Publicaciones principales
- Architecture: The Natural and the Manmade
- The Villas of Palladio
- Frank Lloyd Wright 1960
- Modern Architecture - The Architecture of Democracy 1961, 1974
- "The Shingle Style: Architectural Theory and Design from Richardson to the Origins of Wright" 1955, Library of Congress catalog card number 55-5988
- The Shingle Style Today 1974
- The Earth, the Temple, and the Gods: Greek Sacred Architecture 1979
- American Architecture and Urbanism 1988
- Pueblo: Mountain, Village, Dance 1989
- Louis I. Kahn 1961
- Modern Architecture and Other Essays 2003